# Marineda City
Marineda City o Marineda City Ocio, Shopping & Business es un complejo comercial y de ocio de la ciudad de La Coruña, en España. Es el centro comercial más grande de Galicia, segundo de España, y cuarto de Europa (en su día el más grande de España y tercero de Europa).
Tras su apertura, se produjo el cierre del centro comercial Dolce Vita, ubicado a menos de 500 metros de este y de mucho menor tamaño.
Está situado en el polígono de Agrela, en plena ciudad de La Coruña y cercano al municipio de Arteijo. El complejo debe su nombre al sobrenombre con el que la escritora coruñesa Emilia Pardo Bazán se refería a la ciudad herculina en sus novelas. Costó cerca de 450 millones de euros.

## Características

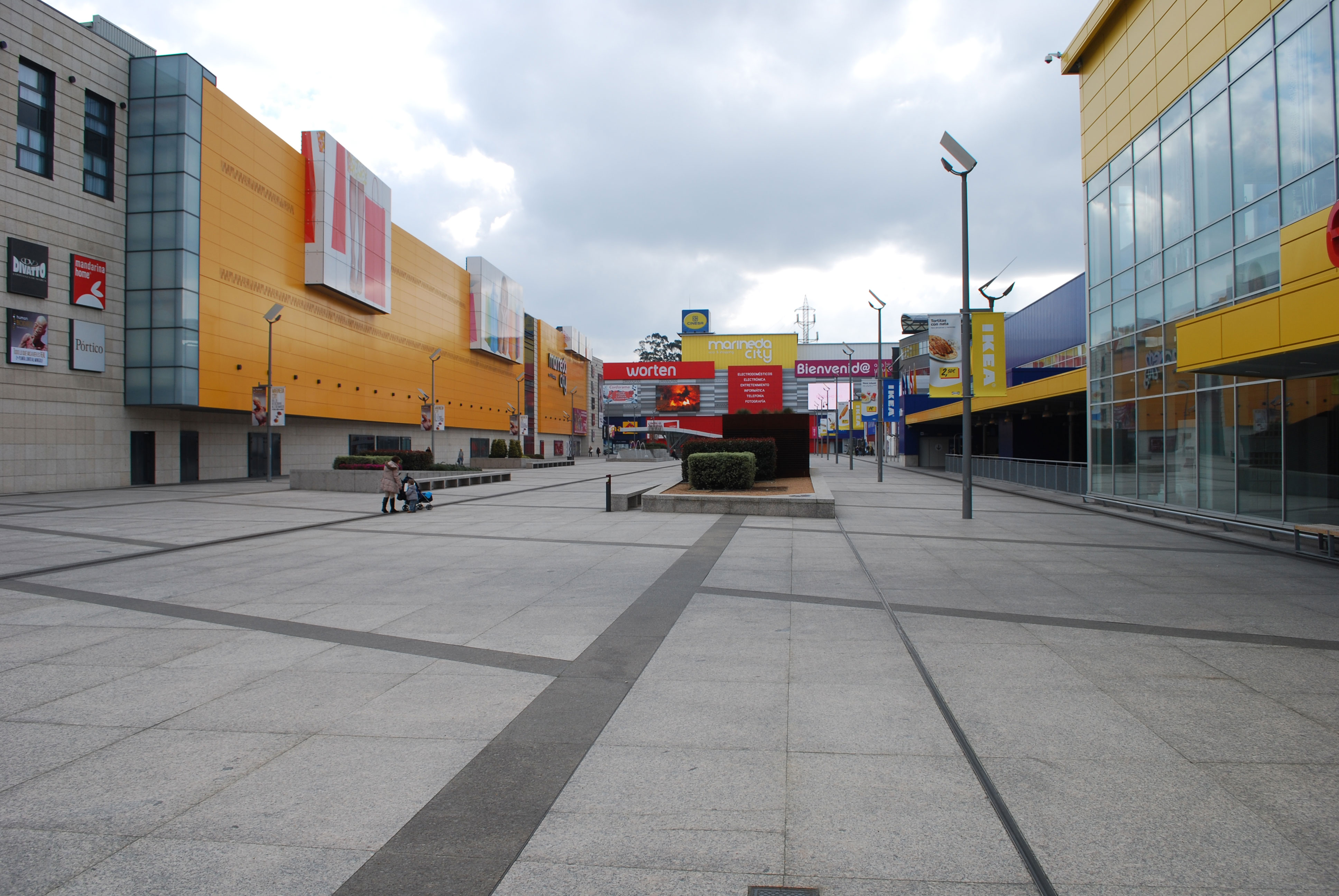
Plaza central

Marineda City destaca por su imponente envergadura y diseño. Con una superficie total construida de 500.000 metros cuadrados (equivalente a 70 campos de fútbol), este gigantesco complejo es un verdadero coloso arquitectónico. De esa extensión, 197.000 metros cuadrados corresponden a la Superficie Bruta Alquilable (SBA). 
El centro cuenta con una plaza exterior de 14.000 metros cuadrados, diseñada como un espacio versátil para actividades al aire libre y eventos de gran escala. La oferta comercial se articula alrededor de esta gran plaza.
Para garantizar la comodidad de los usuarios, dispone de un estacionamiento subterráneo gratuito con capacidad para más de 6.000 vehículos, permitiendo un acceso fluido. El complejo incluye también un Business Center y un hotel de 4 estrellas. 
Además de su impresionante oferta comercial, se distingue por sus múltiples opciones de ocio y restauración; cuenta con una gran variedad de restaurantes, 12 salas de cine, bolera, scape rooms, juegos de realidad virtual, skate park, trampolines y una pista cubierta de karting con un trazado de más de 300 metros. 
En lo que a fabricación y colocación de vidrio se refiere, se caracteriza también por ser una obra compleja ya que cuenta con el lucernario más grande de España en un centro comercial. Una silueta espectacular basada en la tecnología estructural más avanzada y, sin embargo, visualmente muy sencilla compuesta por unos 3.500 m² de vidrio en bóveda (1.200 vidrios en forma de triángulos y todos ellos de medidas diferentes).
En 2010, el centro comercial Marineda City fue reconocido con el premio Vía a mejor centro comercial de España. Por otro lado, en 2012 la revista Actualidad Económica le otorga el Premio a la Creación de Trabajo. Ese mismo año, el local de Karting ubicado en la planta de restauración recibió el premio a “Mejor establecimiento” de un centro comercial. Marineda City alberga de forma directa a 4000 trabajadores e indirectamente da trabajo a otras 4500 personas.
El 15 de abril de 2011 abrió en el centro la tienda PC City, que anunció su cierre a los empleados tan solo 30 minutos después de la inauguración, despidiendo a sus 22 empleados y siendo la tienda de esta marca que menos tiempo ha durado abierta en España.

## Tiendas
Marineda City tiene 190 tiendas.

### IKEA
Después de años buscando localización en Galicia. IKEA eligió la plaza exterior del Marineda City.
IKEA fue la primera tienda en abrir en Marineda City con una inversión de 60 millones de euros. Tiene 60 000 m2.
En 2011, Ikea publicó su catálogo editado en 29 idiomas por primera vez en gallego regalando de 33 000 ejemplares de los 600 000 ejemplares que distribuyó en Galicia.
En enero de 2012, IKEA fue sancionada con 40.001 euros por la Agencia Española de Protección de Datos por las cámaras instaladas sin licencia y que grababan la calle. La sanción fue recurrida por IKEA frente la Audiencia Nacional.
En marzo de 2012, IKEA redujo su plantilla de trabajadores de 400 a 290.

### Inditex
En Marineda City, Inditex tiene tiendas de sus marcas utilizando el centro comercial para probar nuevos diseños de tiendas. Allí se estrenó la nueva imagen de Zara, Pull&Bear, Bershka o Lefties.

### El Corte Inglés
La cadena de grandes almacenes El Corte Inglés inauguró en 2011 su segunda tienda en la ciudad de La Coruña, que contaba con un hipermercado Hipercor en su planta baja y 3 sótanos de aparcamiento. En octubre de 2016, se añadió en el tercer piso de esta tienda una cafetería Starbucks. 
En 2021, tras el bajo rendimiento obtenido por estas instalaciones de El Corte Inglés, se decidió reconvertirlas a un centro Outlet, por lo que se reformó el primer piso para acoger un outlet de moda y una tienda Sfera y en el segundo piso se mantuvo abierto al público mitad de su superficie destinado a outlet de hogar y manteniendo la cafetería Starbucks. El piso 3 y mitad del piso 2 están cerrados al público. Se mantiene la planta baja como centro El Corte Inglés al uso, en el que se encuentra tecnología, perfumes, marroquinería, joyas, accesorios, cosmética, Hipercor, BriCor y el servicio de óptica. También mantiene los 3 pisos de aparcamiento.

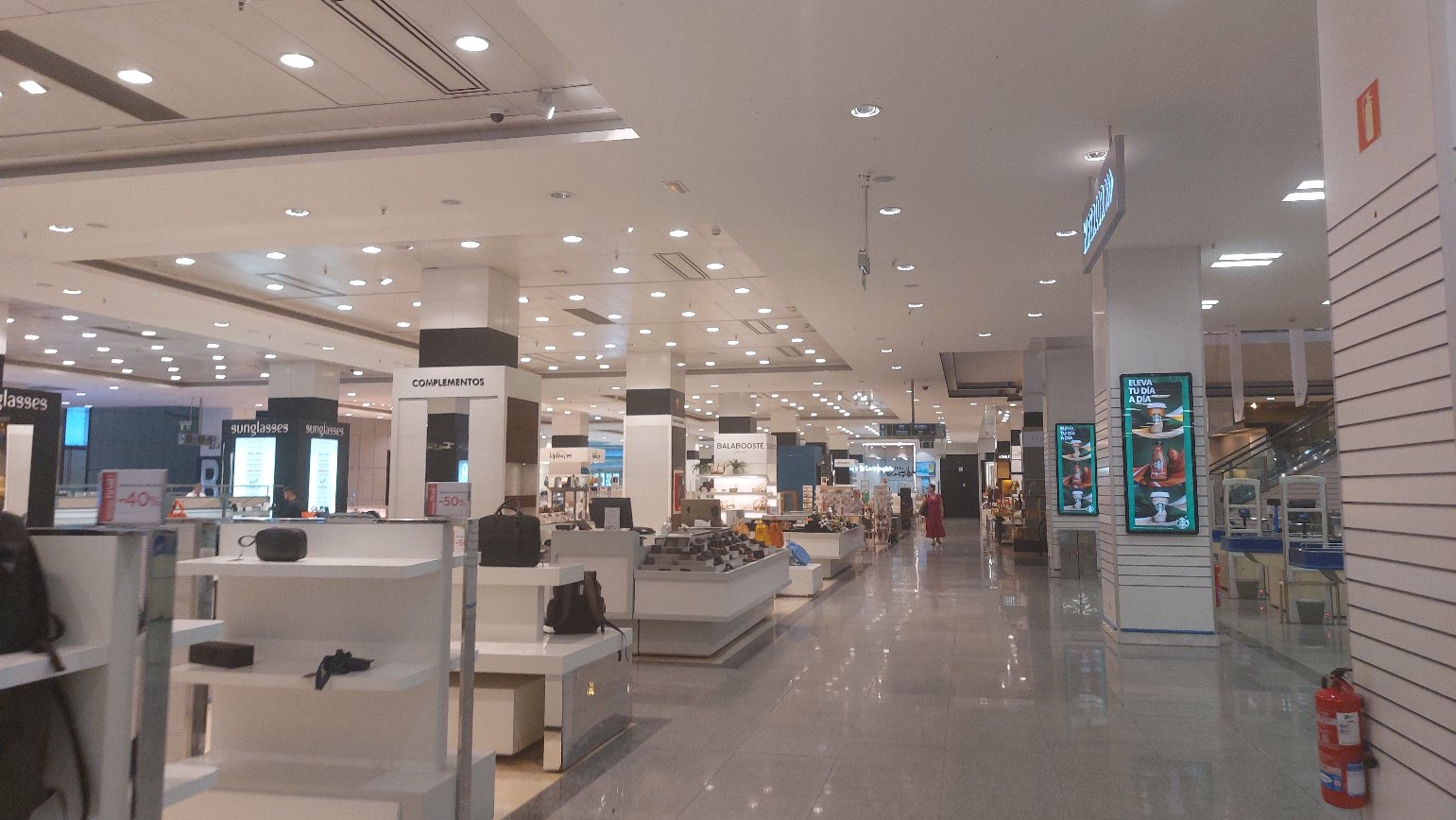
Vestíbulo principal de la planta baja del antiguo El Corte Inglés

En 2023 se anuncia el cierre permanente el 31 de julio de la totalidad de la tienda El Corte Inglés e Hipercor, cuyo local adquiere Merlin Properties, que pasa a ser dueña única del edificio principal del C.C. Esta empresa plantea para el local una reforma integral para ampliar el número de operadores en Marineda City El Corte Inglés concentra toda su actividad comercial en La Coruña su centro comercial en Ramón y Cajal, manteniendo a la totalidad de la plantilla.